# Johan Vande Lanotte
Johan Cyrille Corneel Vande Lanotte (ur. 6 lipca 1955 w Poperinge) – belgijski i flamandzki polityk, długoletni wicepremier i minister, w latach 2005–2007 przewodniczący Partii Socjalistycznej.

## Życiorys
W 1978 ukończył nauki polityczne na Uniwersytecie w Antwerpii, a w 1981 prawo na Vrije Universiteit Brussel. W 1986 został doktorem prawa na Uniwersytecie w Gandawie. Pracował w administracji Gandawy, zajmował się działalnością akademicką na uczelni w tym mieście. Od 1988 objął stanowisko profesora prawa publicznego na Uniwersytecie w Gandawie, w 1991 rozpoczął prowadzenie zajęć na VUB.
W latach 1988–1991 był szefem gabinetu politycznego ministra spraw wewnętrznych. W 1991 wybrany został po raz pierwszy na członka federalnej Izby Reprezentantów, uzyskiwał reelekcję w kolejnych wyborach. W latach 1994–1998 w gabinecie Jean-Luka Dehaene pełnił funkcję ministra spraw wewnętrznych (od 1995 na stanowisku wicepremiera). W 1998 został zdymisjonowany w związku ze sprawą Marca Dutroux. W 1999 nowy premier, Guy Verhofstadt, powołał go na urząd wicepremiera oraz ministra budżetu, integracji społecznej i spraw socjalnych. Od 2003 do 2005 był ponownie wicepremierem oraz ministrem budżetu i inwestycji publicznych.
W 2005 odszedł z rządu w związku z wyborem na przewodniczącego Partii Socjalistycznej. Zrezygnował ze stanowiska po wyborach parlamentarnych w 2007, w których jego ugrupowanie straciło 9 mandatów w Izbie Reprezentantów. W tych samych wyborach Johan Vande Lanotte uzyskał mandat członka federalnego Senatu, który utrzymał także w 2010.
W grudniu 2011 powrócił do rządu jako wicepremier, minister gospodarki, spraw konsumentów i Morza Północnego w gabinecie, na czele którego stanął Elio Di Rupo. W 2014 ponownie został posłem do niższej izby federalnego parlamentu. W 2015 objął stanowisko burmistrza Ostendy, pełniąc tę funkcję do końca 2018.